# Ácido clorocarborânico

O ácido clorocarborânico ou superácido carborano clorado (nome IUPAC: ácido 1-carba-2,3,4,5,6,7,8,9,10,11,12-undecaclorododecaborânico) é o composto químico de fórmula H[CHB11Cl11]. É um composto cluster derivado de carborano contendo onze substituintes de cloro ligado aos átomos de boro, além de um átomo de carbono ligado a um hidrogênio. Esse composto é notório por ser um superácido muito estável com uma acidez que supera em cerca de um milhão de vezes a do ácido sulfúrico puro, bem como o seu ânion corresponde, [CHB11Cl11]–, que é excepcionalmente inerte e de fraca coordenação. Apesar de sua extrema acidez, o composto também é notável por ser um ácido não corrosivo.

## Estrutura e Ligações

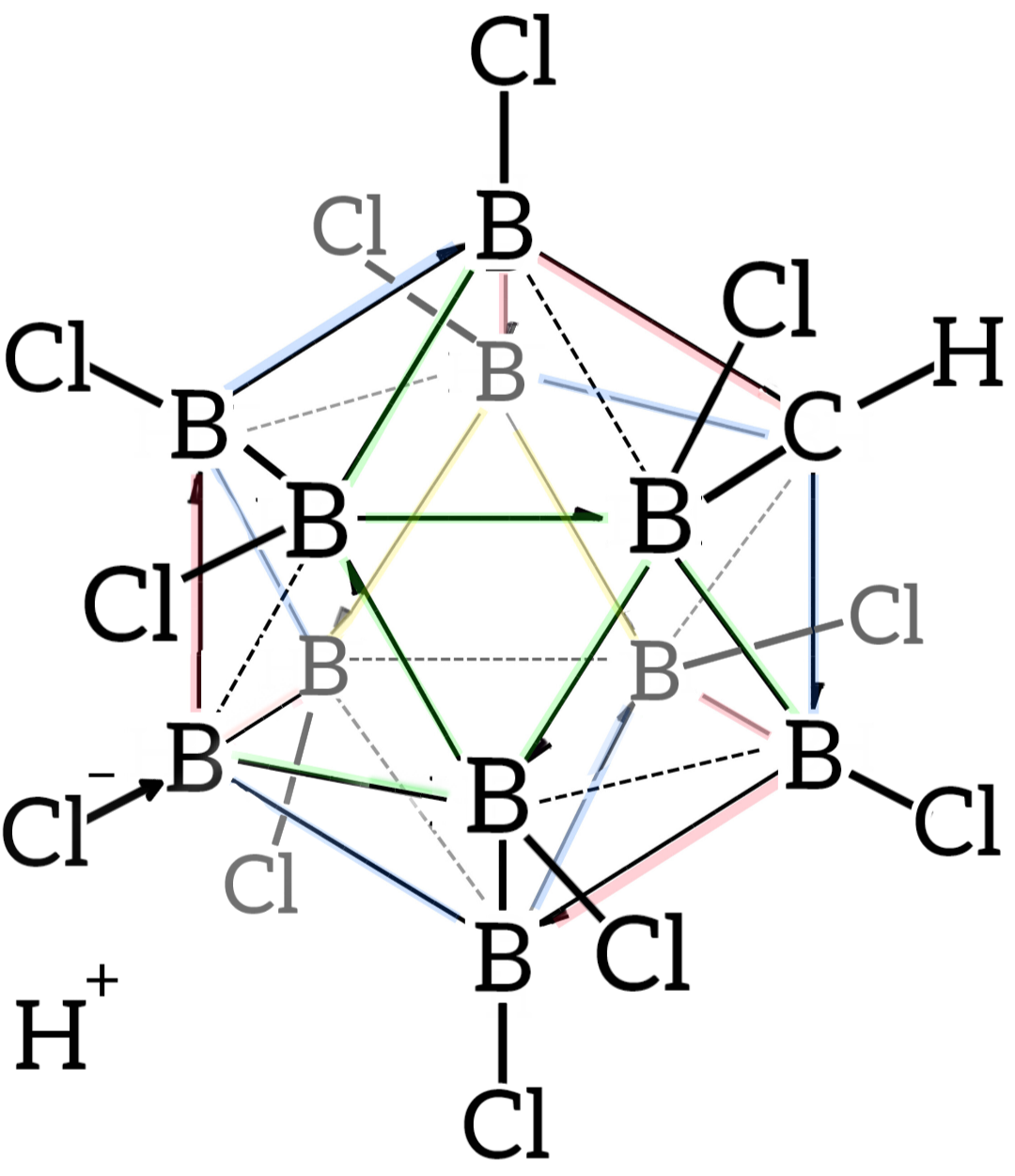
Estrutura de uma das formas canônicas de ressonância possíveis do ácido clorocarborânico, mostrando com destaque suas ligações covalentes convencionais (traços sólidos) e ligações 3c-2e (representadas na notação de traço e meia-seta de Parkin, coloridas de forma distinta para demonstrar mais claramente suas origens e os trios de átomos unidos por elas). Os traços pontilhados representam arestas em que os átomos não se encontram de fato ligados entre si nesta forma canônica em questão, mas podem estar ligados em outras. Os átomos e ligações em cinza estão situados atrás no plano.

O ácido clorocarborânico é um cluster icosaédrico com simetria C2v. É formalmente um derivado do ânion dodecaborato, [B12H12]2–, por substituição de um átomo de boro da gaiola icosaédrica por um carbono (com consequente perda de uma carga negativa) e também a substituição dos hidrogênios ligados aos onze boros restantes por cloros. Isto resulta em um ânion [CHB11Cl11]–, o qual é emparelhado a um íon H+ fracamente ligado.
Sendo um derivado de carborano, esse composto é uma molécula deficiente de elétrons (um composto hipovalente), de forma que os átomos de boro recorrem a realizar ligações tricentradas com dois elétrons para adquirir os oito elétrons necessários para completar o seu octeto.
Consequentemente, esse cluster apresenta ligações covalentes não-clássicas, que consistem em um híbrido de ressonância entre ligações covalentes convencionais e ligações tricentradas dentro da gaiola icosaédrica. Esse sistema de ligações contém um total de 13 pares de elétrons compartilhados entre 12 átomos (n + 1 pares de elétrons, em que n é a quantidade de vértices do poliedro, satisfazendo a regra de Wade-Mingos para clusters poliédricos), sendo dois elétrons provenientes de cada um dos onze boros (o terceiro está ligado ao Cl), três provenientes do átomo de carbono (o quarto está formando a ligação C—H) e mais o elétron da carga negativa; eles estão distribuídos entre três ligações covalentes simples B-B ou B-C, dez ligações tricentradas e sete "não-ligações", todas deslocalizadas por todo o cluster icosaédrico. Cada conectividade correspondente às arestas do icosaedro (híbrido de ressonância) possui uma ordem de ligação aproximadamente igual a 0,86 (26/30, o número de elétrons dividido pela quantidade de conectividades — o icosaedro tem 30 arestas), enquanto cada ligação B—Cl e C—H tem ordem de ligação igual a 1. Por conter 26 elétrons ressonantes, que é um número que pode ser representado pela notação 4n+2 (com n=6), essa estrutura ressonante satisfaz a regra de Hückel e é, portanto, aromática (neste caso, um tipo especial chamado aromaticidade sigma)
, o que é um fator fundamental para sua estabilidade e acidez.
Embora a estrutura possa dar a entender o contrário, com os átomos do cluster aparentemente formando seis ligações, na verdade todos os átomos da gaiola icosaédrica estão de fato realizando quatro ligações (as ligações de três centros são frequentemente representadas por mais de um traço, mas ainda conta como uma única ligação), com todos os átomos de carbono e boro completando os seus octetos; esse tipo de ligação não viola a regra do octeto. A ligação C–H e as ligações B–Cl são ligações covalentes convencionais. Há também uma carga negativa que está deslocalizada por toda a estrutura, sem estar vinculada a um átomo em particular, o que, associada à estabilidade, inércia química e fraquíssima capacidade de coordenação do ânion, contribui para a extrema acidez do ácido clorocarborânico.
Embora a estrutura do ácido carborano seja muito diferente dos ácidos convencionais, ambos distribuem carga e estabilidade de maneira semelhante. O ânion carboranato distribui sua carga deslocando os elétrons pelos 12 átomos da gaiola. Isso foi mostrado em um estudo de difração de raios X de cristal único, revelando comprimentos de ligação encurtados na porção heterocíclica do anel, sugerindo deslocalização eletrônica.
A estrutura em forma de gaiola formada pelos 11 átomos de boro e 1 átomo de carbono permite que os elétrons sejam altamente deslocalizados através da gaiola 3D (a estabilização especial do sistema carborano foi denominada "σ-aromaticidade"), e a alta energia necessária romper a porção do aglomerado de boro da molécula é o que dá ao ânion sua notável estabilidade.[carece de fontes?] Como o ânion é extremamente estável, ele não se comportará como um nucleófilo em relação ao substrato protonado, enquanto o ácido em si é completamente não oxidante, ao contrário dos componentes ácidos de Lewis de muitos superácidos, como o pentafluoreto de antimônio. Consequentemente, moléculas sensíveis como C60 podem ser protonadas sem decomposição.
.

## História e Síntese
O ácido carborano foi descoberto e sintetizado pela primeira vez pelo Professor Christopher Reed e seus colegas em 2004 na Universidade da Califórnia, Riverside. A molécula-mãe da qual o ácido carborano é derivado, um ânion carborano icosaédrico, [CB11H12]−, foi sintetizado pela primeira vez na DuPont em 1967 por Walter Knoth. A pesquisa sobre as propriedades desta molécula foi interrompida até meados da década de 1980, quando o grupo tcheco de cientistas do boro, Plešek, Štíbr e Heřmánek, melhorou o processo de halogenação de moléculas de carborano. Essas descobertas foram fundamentais para o desenvolvimento do procedimento atual para a síntese do ácido carborano. O processo consiste em tratar o monocarbadodecaborato de césio, Cs[CB11H12], com SO2Cl2, refluxando sob argônio seco para clorar completamente a molécula produzindo o sal clorocarboranato de césio, que, após outros procedimentos, resulta no ácido clorocarborânico. Mas foi demonstrado que essa reação clora completamente o carborano inicial apenas sob condições selecionadas.
Cs[CHB11H11] + 11SO2Cl2 —> Cs[CHB11Cl11] + 11SO2 + 11HCl
Em 2010, Reed publicou um guia com procedimentos detalhados para a síntese de ácidos carborano e seus derivados. No entanto, a síntese de ácidos carborano permanece demorada e difícil e requer um porta-luvas bem conservado e alguns equipamentos especializados. O material de partida é o decaborano(14) comercialmente disponível, uma substância altamente tóxica.

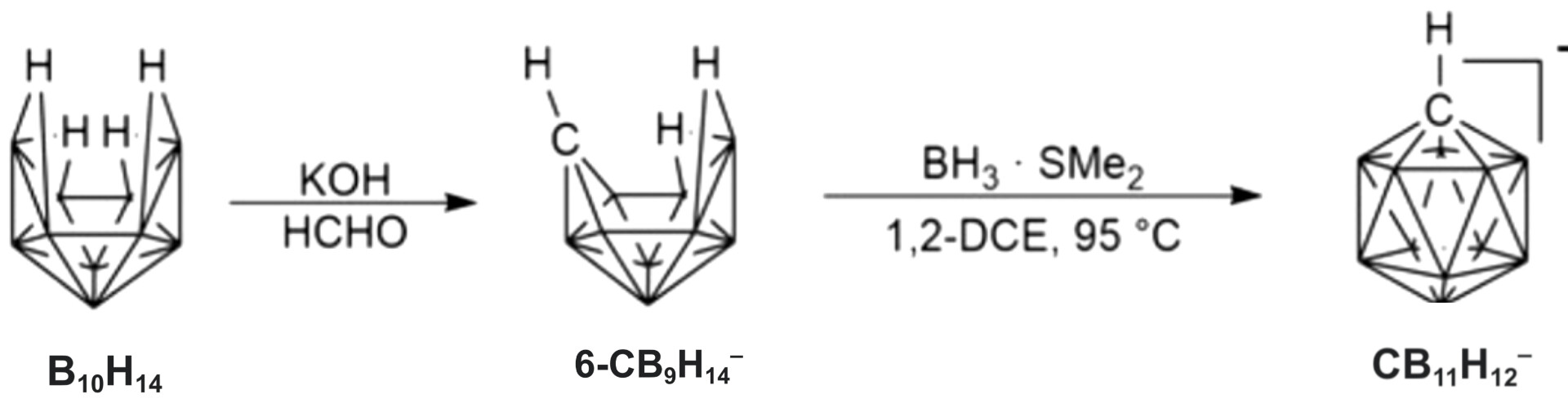
Síntese do cluster monocarbadodecaborato (precursor dos superácidos carboranos) a partir da reação do decaborano-14 com formaldeído em meio básico seguida da reação com aduto borano-sulfeto de dimetila.

O ácido clorocarborânico é preparado em 13 etapas. As últimas etapas são especialmente sensíveis e requerem um porta-luvas a < 1 ppm H2O sem quaisquer vapores de solvente fracamente básicos, uma vez que bases tão fracas como benzeno ou diclorometano reagirão com eletrófilos à base de carborano e ácidos de Brønsted. A etapa final da síntese é a metátese do sal de clorocarboranato de μ-hidridodissilílio com excesso de cloreto de hidrogênio anidro líquido, presumivelmente impulsionado pela formação de fortes ligações Si-Cl e H-H nos subprodutos voláteis:
[Et3Si---H---SiEt3]+[CHB11Cl11]– + 2HCl → H[CHB11Cl11] + 2Et3Si–Cl + H2

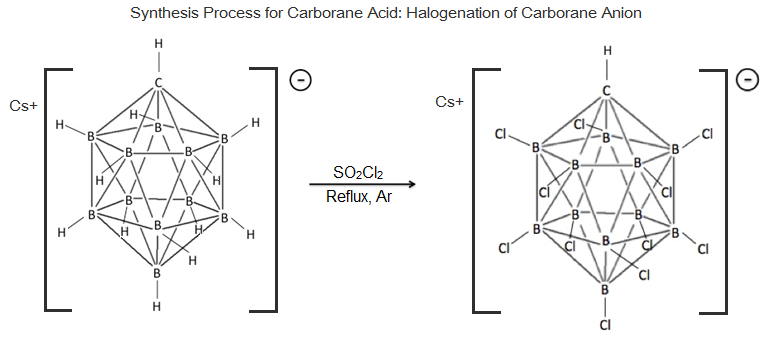
Síntese do ácido clorocarborânico a partir de Cs^{+}[HCB_{11}H_{11}^{−} para Cs^{+}[HCB_{11}Cl_{11}^{−}.

O produto foi isolado por evaporação dos subprodutos e foi caracterizado por seus espectros de infravermelho (ν CH = 3023 cm−1) e ressonância magnética nuclear (δ 4,55 (s, 1H, CH), 20,4 (s, 1H, H+) em SO2 líquido ) (observe o deslocamento químico extremamente descendente do próton ácido).

## Acidez

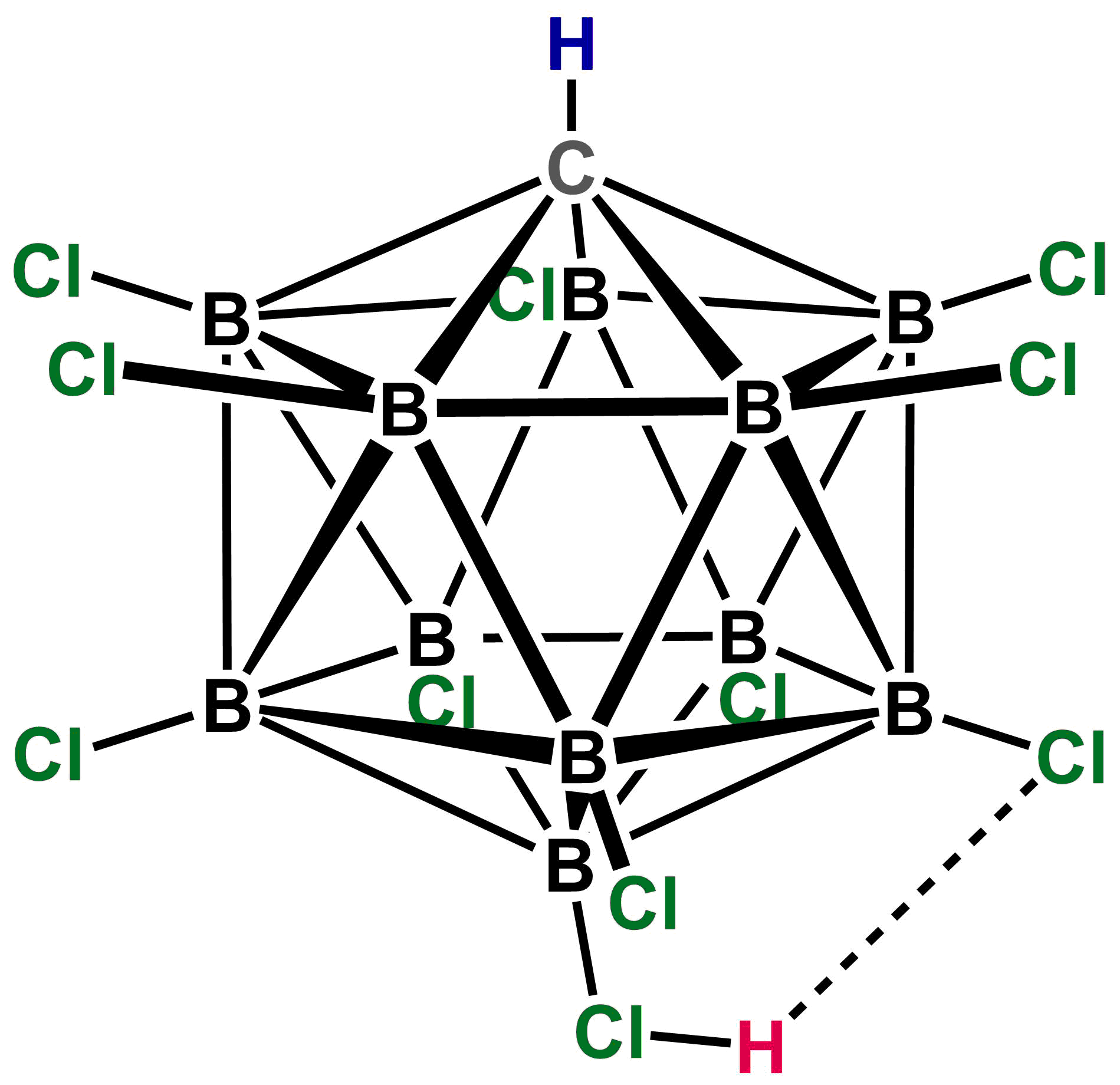
H(CHB_{11}Cl_{11}) foi mostrado para ser monomérico na fase gasosa, com o próton acídico (mostrado em vermelho) ligado ao Cl(12) e secundariamente ligado ao Cl(7). A forma monomérica é metaestvel na fase condensada, e eventualmente polimeriza para dar uma estrutura com o próton ácido formando uma ponte fracamente ligada por ligações de hidrogênio entre as unidades de carborano.

O ácido clorocarborânico é um dos ácidos mais fortes conhecidos, superando em muito a força ácida de outros superácidos bem conhecidos como o ácido fluorossulfúrico, o ácido tríflico e a bistriflimida, rivalizando com algumas misturas superácidas como o ácido mágico e o ácido fluoroantimônico. O composto é mais de um milhão de vezes mais forte do que o ácido sulfúrico, porém, diferente dele, é praticamente não-corrosivo.
A razão por trás dessa acidez tão elevada é a combinação entre alguns fatores, como a estabilidade fora do normal do ânion, sua inércia, deslocalização da carga negativa e a presença de substituintes altamente eletronegativos de cloro. A estrutura do ânion é tal que há um poderoso híbrido de ressonância que causa deslocalização das ligações no esqueleto do cluster, bem como uma grande dispersão da carga negativa, que fica deslocalizada entre os 12 átomos do núcleo do cluster. A presença de substituintes de cloro ligado aos átomos de boro causa um forte efeito indutivo eletroatrativo, que retira substancialmente a densidade eletrônica da gaiola, o que torna a carga negativa do ânion ainda mais diluída ao longo da estrutura. Os cloros são fracamente coordenantes, e sua distribuição em torno do centro icosaédrico cria uma espécie de escudo que leva a uma blindagem estérica que impede que o íon H+ ou algum cátion eletrofílico ataque o cluster carborano inacessível por causa da obstrução espacial causada pelos cloros. A falta de localização exata da carga negativa em um átomo específico também torna difícil o próton ácido de se ligar a um local específico e recombinar com o ânion (o que torna esse ânion uma base conjugada extremamente fraca). Todos esses efeitos contribuem para que o hidrogênio ácido não consiga encontrar um local na estrutura para se ligar adequadamente, ficando praticamente nu, quase como um íon H+ livre, causando um nível extremamente elevado de força ácida.
A força de um ácido de Brønsted-Lowry corresponde à sua capacidade de liberar um íon de hidrogênio. Uma medida comum da força ácida para meios líquidos superácidos concentrados é a função de acidez de Hammett, H0. Com base em sua capacidade de protonar quantitativamente o benzeno, o ácido clorocarborânico foi estimado de forma conservadora como tendo um valor H0 igual ou inferior a -18, levando à afirmação comum de que os ácidos carborano são pelo menos um milhão de vezes mais fortes que o ácido sulfúrico 100% (H0 = -12). No entanto, uma vez que o valor H0 mede a capacidade de protonação de um meio líquido , a natureza cristalina e de alto ponto de fusão desses ácidos impede a medição direta deste parâmetro.
Os ácidos carboranos diferem dos superácidos clássicos por serem substâncias monocomponentes bem definidas. Em contraste, os superácidos clássicos são frequentemente misturas de um ácido de Brønsted e ácido de Lewis (por exemplo, HF/SbF5). Apesar de serem os ácidos mais fortes, os ácidos carboranos à base de boro são descritos como sendo "gentis", protonando de forma limpa substâncias fracamente básicas sem outras reações colaterais. Enquanto os superácidos convencionais decompõem os fulerenos devido ao seu componente ácido de Lewis fortemente oxidante, o ácido clorocarborânico tem a capacidade de protonar os fulerenos à temperatura ambiente para produzir um sal isolável. Além disso, o ânion que se forma como resultado da transferência de prótons é quase completamente inerte. Essa propriedade é o que torna os ácidos carboranos as únicas substâncias comparáveis em acidez aos superácidos mistos que também podem ser armazenados em uma garrafa de vidro, já que várias espécies doadoras de flúor (que atacam o vidro) não estão presentes nem são geradas.

## Usos
Existem muitas aplicações propostas para os ácidos carborano à base de boro. Por exemplo, eles foram propostos como catalisadores para craqueamento de hidrocarbonetos e isomerização de n-alcanos para formar isoalcanos ramificados ("isoctano", por exemplo). Os ácidos de carborano também podem ser usados como ácidos de Brønsted fortes e seletivos para síntese química fina, onde a baixa nucleofilicidade do contra-ânion pode ser vantajosa. Na química orgânica mecanística, eles podem ser utilizados no estudo de intermediários catiônicos reativos. Na síntese inorgânica, sua acidez incomparável pode permitir o isolamento de espécies exóticas como sais de xenônio protonado.